# Турнир памяти Валерия Лобановского
Турнир памяти Валерия Лобановского (с 2005 года Международный турнир памяти Валерия Лобановского) — турнир, основанный в честь и в память Валерия Лобановского после его смерти 13 мая 2002 года. Идея была инициирована руководством киевского «Динамо». В турнире участвуют четыре команды, стартующие в полуфиналах: победители полуфиналов играют в финале, проигравшие проводят утешительный матч за 3-е место. Стадион «Динамо» им. Валерия Лобановского является основной ареной турнира, на которой проходят финальный матч и один из полуфиналов.

## История
Турнир начал проводиться ежегодно с 2003 года в Киеве. Через год после того, как Валерий Лобановский ушел из жизни, 14 мая на НСК «Олимпийский» в финале первого турнира встретились два наиболее принципиальных соперника в украинском футболе — киевское «Динамо» и донецкий «Шахтер». Команды не выявили сильнейшего в 90 минут встречи, а на 95-й минуте Максим Шацких забил победный гол. Столичные футболисты стали первыми, кому удалось отпраздновать успех в новосозданном турнире.
Через год динамовцы во второй раз выиграли турнир памяти своего бывшего тренера. Но в тот раз было решено пригласить принять участие в соревнованиях четырех чемпионов бывших союзных республик — тбилисское «Динамо», тираспольский «Шериф» и рижский «Сконто». В финальной игре «бело-синие» не оставили никаких шансов «Шерифу», забив в ворота молдавского клуба четыре «сухих» мяча. Таким образом, киевское «Динамо» остался единственным клубом, обладавшим кубком Лобановского, поскольку, начиная с 2005 года, за почетный трофей боролись уже национальные, а затем молодежные сборные.
В 2005 году Федерация футбола Украины решила предоставить более высокий статус турнира и на третий мемориал были приглашены национальные сборные Израиля, Польши, Сербии и Черногории и Украины. Также изменилось время проведения турнира — первые два были проведены в мае (годовщина смерти В. В. Лобановского), а следующие в августе. Дебютный для сборной Украины выступление на Мемориале Лобановского вышел неудачным. «Сине-желтые» в серии послематчевых пенальти в полуфинальном матче уступили команде Израиля и получили лишь третье место, победив со счетом 2:1 над сборной Сербии и Черногории.
С 2006 году участниками турнира стали молодежные сборные и сразу дважды подряд победителем стала молодежная сборная Израиля, а украинская «молодежка» трижды подряд не могла пробиться в финал, проигрывая в полуфинале сверстникам из Беларуси, Израиля и Болгарии.
В 2009 году украинская «молодежка» Яковенко наконец победила в полуфинале. Голы Романа Зозули и Владимира Лысенко принесли украинцам победу в матче с иранцами, а в финале гол с пенальти Николая Морозюка позволил «сине-желтым» сборной впервые за пять лет стать обладателем почетного трофея.

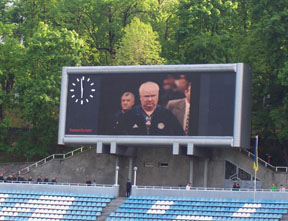
Изображение Валерия Лобановского на табло в турнире памяти в 2007 году

В 2010 году на турнир ждала очередная новация. В соревнованиях впервые приняли участие юношеские сборные среди игроков до 20 лет. Впервые сборная Украины пропустила наибольшее количество мячей в одном матче, потерпев поражение от команды Ирана со счетом 2:4. Только в матче за третье место со сборной Турции благодаря голам Андрея Богданова и Василия Приймы в конце первого и в начале второго тайма принесли украинцам пятую в истории Мемориала бронзовую награду. Турнир же впервые в истории выиграла сборная России.
В августе 2011 года украинская «молодежка» преодолела полуфинал, разгромив неуступчивых израильтян — 3:0. В решающем матче с командой Узбекистана командам пришлось 15 раз пробивать с 11-метровой отметки. По итогам серии послематчевых пенальти, именно гости из Средней Азии получили первое место.
Впервые обыграть соперника в противостоянии «с точки» украинцам удалось только на турнире 2012 года. Причем, первая попытка в полуфинале оказалась провальной — украинцы не сумели ни разу реализовать пенальти в ворота команды Словакии. На следующий день «сине-желтые» создали кам-бэк, сначала забив гол на третьей компенсированной арбитром минуте матча, а затем и забив на один 11-метровый больше белорусов — 5:4.
В 2013 году украинская команда одержала тяжелую победу над сборной Словении на «Оболонь-Арене» в полуфинале. Сине-желтым удалось забить быстрый гол, уже на 3-й минуте усилиями Леонида Акулинина. Однако украинцы были вынуждены почти 50 минут матча играть в меньшинстве после удаления с поля Александра Караваева. Это сказалось на результаты поединка и помогло словенцам сравнять счет. Но последнее слово все-таки было за украинцами, которые на 72-й минуте забили победный гол и вышли в финал. Однако и там не обошлось без исключений — подопечным Сергея Ковальца пришлось играть в девятером против австрийцев, которым удалось на 80-й минуте забить единственный победный гол.
В 2014 году турнир сначала по плану должен был пройти в Донецке с участием молодежных сборных Италии и Чехии, но не состоялся из-за начала войны в Донбассе. После этого турнир решили вернуть в Киев, а в участниках, кроме двух сборных Украины (U-21 и U-20), должны были сыграть команды Ирана (U-20) и Молдовы (U-21). Однако, в последний момент иранцы отказались от участия в турнире и он был полностью отменен.
В 2015 году турнир был восстановлен, но хозяева турнира традиционно не смогли выиграть турнир, проиграв в финале в серии пенальти словенцам. Победу хозяева впервые одержали только в 2019 году.

## Все финалы
| Сезон      | Место проведения                                                                    | Победитель                              | Счёт                                                         | Финалист                                |
| ---------- | ----------------------------------------------------------------------------------- | --------------------------------------- | ------------------------------------------------------------ | --------------------------------------- |
| 2003 Обзор | 14 мая 2003 года 19:00 Киев — НСК «Олимпийский» Зрителей: 37 000                    | Динамо (Киев)                           | 3 : 2 (1 : 1, 2 : 2) (д.в.)                                  | Шахтёр (Донецк)                         |
| 2004 Обзор | 14 мая 2004 года Киев — «Динамо» им. Валерия Лобановского                           | Динамо (Киев)                           | 4 : 0                                                        | Шериф (Тирасполь)                       |
| 2005 Обзор | 17 августа 2005 года Киев — «Динамо» им. Валерия Лобановского                       | Польша                                  | 3 : 2                                                        | Израиль                                 |
| 2006 Обзор | 14 мая 2006 года Киев — «Динамо» им. Валерия Лобановского                           | Израиль U-21                            | 2 : 0                                                        | Беларусь U-21                           |
| 2007 Обзор | 23 августа 2007 года Киев — «Динамо» им. Валерия Лобановского                       | Израиль U-21                            | 2 : 0                                                        | Сербия U-21                             |
| 2008 Обзор | 20 августа 2008 года Киев — «Динамо» им. Валерия Лобановского                       | Польша U-21                             | 3 : 0 (2 : 0)                                                | Болгария U-21                           |
| 2009 Обзор | 12 августа 2009 года 16:00 Киев — «Динамо» им. Валерия Лобановского Зрителей: 3 000 | Украина U-21                            | 1 : 0 (1 : 0)                                                | Турция U-21                             |
| 2010 Обзор | 11 августа 2010 года Киев — «Динамо» им. Валерия Лобановского                       | Россия U-20                             | 2 : 1 (1 : 1)                                                | Иран U-20                               |
| 2011 Обзор | 10 августа 2011 года 18:00 Киев — «Динамо» им. Валерия Лобановского Зрителей: 3 000 | Узбекистан U-21                         | 0 : 0 (По пенальти 8 : 7)                                    | Украина U-21                            |
| 2012 Обзор | 15 августа 2012 года 16:00 Киев — «Динамо» им. Валерия Лобановского                 | Словакия U-21                           | 1 : 1 (По пенальти 7 : 6)                                    | Черногория U-21                         |
| 2013 Обзор | 5 июня 2013 года 18:30 Киев — «Динамо» им. Валерия Лобановского                     | Австрия U-21                            | 1 : 0                                                        | Украина U-21                            |
| 2014       | Не проводился.                                                                      | Не проводился.                          | Не проводился.                                               | Не проводился.                          |
| 2015 Обзор | 3 июня 2015 года 17:00 Киев — «Динамо» им. Валерия Лобановского                     | Словения U-21                           | 1 : 1 (По пенальти 6 : 5) отчёт                              | Украина U-21                            |
| 2016 Обзор | 2 июня 2016 года 18:00 Киев — «Динамо» им. Валерия Лобановского                     | Израиль U-21                            | 3 : 2 отчёт                                                  | Сербия U-21                             |
| 2017 Обзор | 8 июня 2017 года 18:00 Киев — «Динамо» им. Валерия Лобановского                     | Финляндия U-21                          | 0 : 0 (По пенальти 5 : 3) отчёт                              | Украина U-21                            |
| 2018 Обзор | 1 июня 2018 года 15:00 Борисполь — «Колос»                                          | Словения U-21                           | 3 : 0 отчёт Архивная копия от 25 мая 2019 на Wayback Machine | Израиль U-21                            |
| 2019 Обзор | 5 июня 2019 года 18:00 Киев — НСК «Олимпийский»                                     | Украина U-21                            | 1 : 0 отчёт Архивная копия от 5 июня 2019 на Wayback Machine | Израиль U-21                            |
| 2020       | Турнир отменён из-за пандемии COVID-19.                                             | Турнир отменён из-за пандемии COVID-19. | Турнир отменён из-за пандемии COVID-19.                      | Турнир отменён из-за пандемии COVID-19. |
| 2021 Обзор | 28 мая 2021 года 18:00 Киев — УТК имени Банникова                                   | Узбекистан U-21                         | — Круговая система                                           | Азербайджан U-21                        |